# Dejan Bodiroga
Dejan Bodiroga (født 2. marts 1973 i Zrenjanin) er en jugoslavisk/serbisk tidligere basketballspiller, som nu (2008) er sportsdirektør i den italienske basketballklub, Lottomatica Roma. 

## Karriere

### Klubber
Dejan Bodiroga spillede først som professionel i klubben KK Proleter i fødebyen Zrenjanin, og efter en enkelt sæson i KK Zada skiftede han til Stefanel Trieste i Italien. Senere kom han til Olimpia Milano, og mens han var here, blev han draftet som nr. 51 i NBA Draft'en i 1995 af Sacramento Kings. Imidlertid afslog han at spille i NBA og fortsatte i Olimpia, inden han i 1996 skiftede til Real Madrid. Senere spillede han også i græske Panathinaikos og FC Barcelona, inden han sluttede sin karriere i italienske Virtus Roma 2005-2007. Han vandt flere nationale og internationale mesterskaber med sine forskellige hold, herunder EuroLeague tre gange (2000, 2002 og 2003).

### Landshold
Bodiroga har været en del af Jugoslaviens landshold fra 1991 og til et stykke op i 2000'erne (på et tidspunkt som Serbien og Montenegro). Han første succes kom i 1995, da han var med til at vinde EM, og han var med sit land ved OL 1996 i Atlanta. Her var amerikanerne store favoritter med flere gengangere fra "Dream Team" i 1992 og hjemmebanen. Det jugoslaviske hold vandt den ene pulje og amerikanerne den anden, og begge vandt sikkert deres kvartfinaler. Jugoslaverne vandt knebent semifinalen 66-58 over Litauen, mens amerikanerne var overlegne i deres semifinale, og guldkampen mellem Jugoslavien og USA blev ligeledes en ensidig affære, hvor amerikanerne genvandt guldmedaljerne med en sejr på 95-69, og Jugoslavien og Bodiroga fik dermed sølv, mens Litauen vandt bronzekampen. Året efter genvandt han med Jugoslavien EM-titlen, og i 1998 vandt holdet VM for første gang. I 1999 blev det til EM-bronze, og ved OL 2000 i Sydney blev det til en sjetteplads for Jugoslavien. I 2001 vandt han sin tredje EM-titel, og i 2002 vandt jugoslaverne igen VM-titlen. Bodiroga var flagbærer for Serbien og Montenegro ved OL 2004 i Athen, men her blev det sportsligt til en skuffende ellevteplads.
Bodirogas generation var endda ramt af at være udelukket fra tre internationale mesterskaber pga. sanktionerne mod Jugoslavien som følge af borgerkrigen i landet i første halvdel af 1990'erne.

### Personlige meritter
Hans spil har givet ham høj status blandt de serbiske basketballfans, hvilket bl.a. ses af hans kælenavne: Bond som referer til Agent 007 James Bond, White Magic, som referer til NBA-stjernen Magic Johnson og Gud; det sidste har han dog frabedt sig, da han er religiøs.
Hans individuelle meritter tæller en række titler som mest værdifulde spiller (MVP) fra nationale ligaer, internationale mesterskaber osv. Han blev bl.a. finale-MVP ved VM i 2002, som blev afholdt i Indianapolis, USA. Her var han med til at tildele værtsnationen den ydmygelse at blive slået ud i kvartfinalen, selv om USA stillede med et hold af NBA-spillere, hvilket kvalificerede dem til at blive kaldt et Dream Team. Jugoslavien blev det blot andet land som slog et Dream Team. Det første land til at opnå dette var Argentina, som slog USA i mellemrunden, og som ventede jugoslaverne i finalen.
Finalen blev en stor triumf for Dejan Bodiroga, som scorede ni points i løbet af de sidste to minutter af den ordinære spilletid og dermed var en afgørende faktor for at indhente et argentinsk forspring på otte points og opnå forlænget spilletid. Afslutningen på den ordinære kamp var kontroversiel, idet dommerne valgte ikke at give straffekast til en argentiner efter en hård fejl med 0.8 sekunder igen. En scoring på bare et af to forsøg ville have afgjort kampen til deres fordel. I stedet kunne Jugoslavien og Bodiroga sikre sig det andet VM på fire år i omkampen.